# Geesthacht
Geesthacht – miasto w Niemczech w kraju związkowym Szlezwik-Holsztyn, w powiecie Herzogtum Lauenburg. Do 1937 r. miasto stanowiło część landu Hamburg.
W mieście rozwinął się przemysł maszynowy, stoczniowy oraz włókienniczy.

## Dzielnice
Dzielnice miasta: Altstadt, Besenhorst, Düneberg, Edmundstal-Siemerswalde, Grünhof, Hasenthal, Heinrichshof, Heinrich-Jebens-Siedlung, Krümmel, Oberstadt, Tesperhude.
W dzielnicy Krümmel znajduje się elektrownia atomowa.

## Współpraca zagraniczna
- Hoogezand-Sappemeer, Holandia
- Goldynga (Kuldīga), Łotwa
- Oldham, Wielka Brytania
- Plaisir, Francja